# Klavierkonzert für die linke Hand (Ravel)

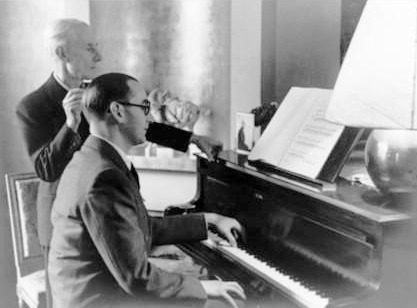
Maurice Ravel mit Jacques Février, vor dessen erster Aufführung des Konzertes für die linke Hand, 1937

Das Klavierkonzert für die linke Hand in D-Dur komponierte Maurice Ravel für den Pianisten Paul Wittgenstein. Es entstand um 1930, parallel zu seinem einzigen weiteren Klavierkonzert in G-Dur, und wurde im Januar 1932 uraufgeführt. Es steht in einem Satz und ist von vielen Jazz-Elementen geprägt.

## Geschichte

### Hintergrund
Das Werk steht in einer Reihe mehrerer Klavierstücke für die linke Hand, die Paul Wittgenstein (1887–1961) bei verschiedenen Komponisten gegen Bezahlung in Auftrag gegeben hatte. Zuvor hatte der Pianist infolge einer Kriegsverletzung im Ersten Weltkrieg seinen rechten Arm verloren. Ravel war ein populärer Komponist seiner Zeit, als Wittgenstein und er 1929 diesen Auftrag vereinbarten. Wohl nicht wegen des vorgesehenen Lohns, sondern wegen der kompositorischen Herausforderung nahm Ravel die Auftragskomposition an.
Wittgenstein beurteilte das Werk als zu wenig effektvoll, vor der Uraufführung kam es 1931 zu wütendem Streit zwischen Komponist und Interpret. Von Wittgenstein sind daraus die Ausrufe „Wenn ich ohne Orchester spielen wollte, hätte ich kein Konzert mit Orchester bestellt. Ich bin ein alter Pianist, und das klingt nicht.“ und „Interpreten sind keine Sklaven!“ überliefert, von Ravel die Antworten „Ich bin ein alter Instrumentator. Und es klingt doch!“ und „Interpreten sind Sklaven!“. Wittgenstein wollte Solostimme und Orchestrierung abändern, Ravel entgegnete mit den geschlossenen Vertragsbedingungen.

### Uraufführung
Für die Uraufführung sah Ravel den Dirigenten Arturo Toscanini vor. Nach einem im Mai 1930 vorangegangenen Streit der beiden über das korrekte Tempo des Boléro wollte Ravel die Beziehung zu Toscanini verbessern, indem er ihm das Dirigat des neuen Klavierkonzertes für die linke Hand anbot, dieser lehnte jedoch ab. Die Uraufführung erfolgte am 5. Januar 1932 schließlich unter der Leitung von Robert Heger, mit Paul Wittgenstein und den Wiener Symphonikern.

### Rezeption
Zu einer gemeinsamen Aufführung mit Ravel und Wittgenstein kam es aufgrund der grundsätzlichen Diskrepanzen über das Konzert erst im Januar 1933 in Paris, ein Jahr nach der Wiener Uraufführung des Werks. Der Pianist hatte Exklusivrechte bis 1936 erhalten, sodass eine für Ravel zufriedenstellende Aufführung erst im März 1937 zustande kommen konnte. Der Komponist wählte hierfür Jacques Février als ersten französischen Pianisten aus, der sein Klavierkonzert spielen durfte. Später legten Wittgenstein und Ravel ihren Streit bei und Wittgenstein akzeptierte Ravels notierte Version. Unter allen Auftragskompositionen Wittgensteins entwickelte sich Ravels Klavierkonzert zum bekanntesten Werk.
Der Pianist und Dirigent Alfred Cortot schrieb noch vor der Uraufführung ein Arrangement des Konzertes für zweihändiges Klavier und Orchester. Maurice Ravel war mit Cortots Variante nicht einverstanden und versuchte, diese zu verbieten, was ihm jedoch nicht gelang. Er bat viele Dirigenten, das Arrangement nicht aufzuführen, doch nach Ravels Tod 1937 nahm Cortot den Spielbetrieb seiner Konzertfassung wieder auf.

## Musik

### Besetzung
Der Komponist stellt dem Klavier ein großes Orchester gegenüber: 2 Flöten, Piccoloflöte, 2 Oboen, Englischhorn, Es-Klarinette, 2 Klarinetten, Bassklarinette, 2 Fagotte, Kontrafagott, 4 Hörner, 3 Trompeten, 3 Posaunen, Tuba, Pauken, Schlagwerk (Große Trommel, Kleine Trommel, Becken, Triangel, Tamtam, Tamburin), Harfe, Streicher (Violinen, Violen, Celli, Kontrabässe).

### Form und Stil
Im Gegensatz zu Ravels Klavierkonzert in G-Dur besteht dieses Solokonzert aus einem Satz, die Aufführungsdauer beträgt etwa 20 Minuten. Ravel nennt es im Vergleich „[…] anders geartet und in einem einzigen Satz mit vielen Jazz-Effekten“, den Stil „nicht so einfach“. Intention des Komponisten war es unter anderem auch, den Eindruck eines zweihändigen Werkes zu erwecken.
Es lassen sich zwei ungefähr gleich lange Abschnitte ausmachen. Der erste ist nach Ravel von „imposanten Charakter“ geprägt, mit einem dunklen Beginn in tiefen Lagen. Das Klavier steigt etwas später mit einer düsteren Solokadenz ein. Der zweite Abschnitt ist stärker von Jazz-Elementen geprägt als der erste. Ravel schichtet hierfür verschiedene Themen mit teils gegenläufigen Rhythmen übereinander. Vor dem Ende folgt eine zweite Solokadenz, die in einen scheinbar strahlenden Schluss in D-Dur mündet. Dieser wird jedoch von wenigen Sekunden mit Marsch-Charakter abgerundet, genau wie der zweite Teil auch begonnen hat.